# Accelerator (konsthall)

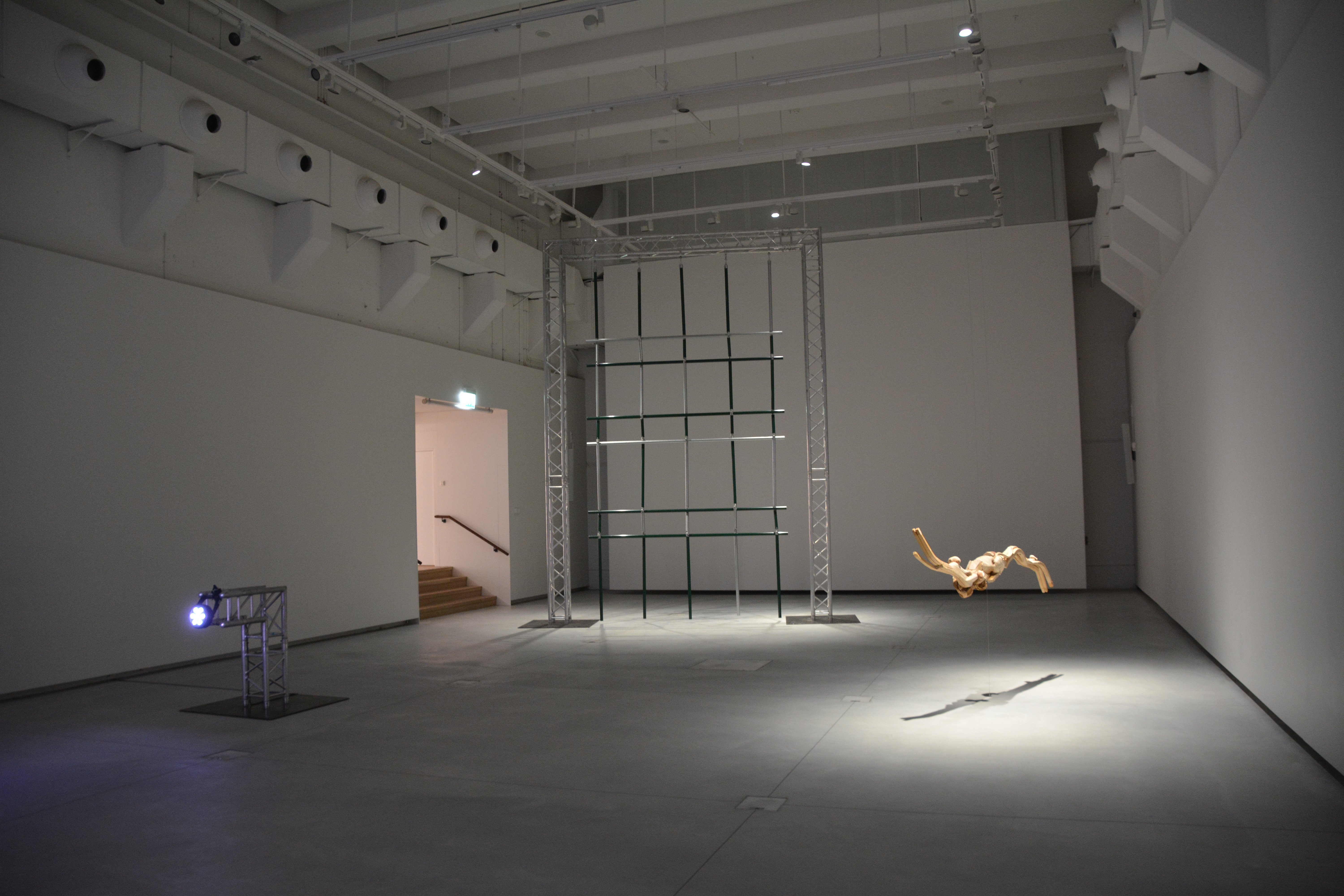
Utställnigssal i det tidigare laboratoriet

Accelarator är en svensk konsthall, som ligger i det tidigare Manne Siegbahnlaboratoriet i Frescati på Norra Djurgården i Stockholm. Utställningssalarna var tidigare  ett underjordiskt laboratorium för forskning inom acceleratorfysik. 
Accelerator invigdes i september 2019 med konceptkonstevenemanget “This progress” av den tysk-brittiske konstnären Tino Sehgal. Det drivs av Stockholms universitet och definierar sig som "en konsthall där konst, vetenskap och samhällsfrågor möts". Konsthallen samarbetar med bland andra Magasin III.